# Филд (тауншип, Миннесота)
Филд (англ. Field) — тауншип в округе Сент-Луис, Миннесота, США. В 2000 году его население составляло 391 человек.

## География
По данным Бюро переписи населения США площадь тауншипа составляет 140,5 км², из которых 140,5 км² занимает суша, a вода составляет 0,02 %.

## Демография
По данным переписи населения 2000 года здесь находились 391 человек, 171 домохозяйство и 115 семей.  Плотность населения —  2,8 чел./км².  На территории тауншипа расположено 212 построек со средней плотностью 1,5 построек на один квадратный километр. Расовый состав населения: 96,68 % белых, 2,05 % коренных американцев, 1,28 % — других рас США. Испанцы или латиноамериканцы любой расы составляли 1,53 % от популяции тауншипа.
Из 171 домохозяйства в 30,4 % воспитывались дети до 18 лет, в 58,5 % проживали супружеские пары, в 4,7 % проживали незамужние женщины и в 32,2 % домохозяйств проживали несемейные люди. 29,2 % домохозяйств состояли из одного человека, при том 6,4 % из — одиноких пожилых людей старше 65 лет. Средний размер домохозяйства — 2,29, а семьи — 2,77 человека.
23,3 % населения — младше 18 лет, 4,3 % — в возрасте от 18 до 24 лет, 28,9 % — от 25 до 44, 31,5 % — от 45 до 64, и 12,0 % — старше 65 лет. Средний возраст — 42 года. На каждые 100 женщин приходилось 116,0 мужчин.  На каждые 100 женщин старше 18 приходилось 104,1 мужчин.
Средний годовой доход домохозяйства составлял 45 333 доллара, а средний годовой доход семьи —  48 750 долларов. Средний доход мужчин —  41 625  долларов, в то время как у женщин — 31 250. Доход на душу населения составил 21 995 долларов. За чертой бедности находились 10,0 % семей и 12,4 % всего населения тауншипа, из которых 15,6 % младше 18 и 19,6 % старше 65 лет.